# Nasinu
Nasinu je součástí rozsáhlé suvské městské sídelní aglomerace na ostrově Viti Levu ve Fidži. Statut "města" získalo až v roce 1999. Nasinu je nejlidnatější město na Fidži, dokonce předstihuje i (hlavní město) Suvu, a je jedním z nejrychleji rostoucích měst na Fidži. Rozlohou 4,5 km² je největší ze všech městských oblastí na Fidži a je více než dvakrát větší než Suva.

## Dějiny
Na území dnešního města Nasinu bylo původně několik malých osad, za II. světové války byla v Laucala Bay významná vojenská základna. Ve 2. polovině 20. století se začala rozvíjet zástavba kolem hlavní spojnice mezi Suvou a Nausori. V roce 1999 získala tato rychle se rozvíjející sídelní oblast vlastní samosprávu a statut města.

## Zeměpis a charakteristika
Nasinu se rozkládá při jihovýchodním pobřeží ostrova Viti Levu, mezi Suvským poloostrovem, na kterém se rozkládá Suva, a deltou řeky Rewa, na jejíž březích leží město Nausori. Pobřežní oblast je porostlá mangrovníkem, dále od pobřeží se území mírně zvedá do pobřežní mírně zvlněné roviny.

### Městské části
Město tvoří sedm městských obvodů:
- Caubati.
- Kinoa-Laucala Bay.
- Makoi-Tuirara-Tovata.
- Muanikoso-Narere-Laqere.
- Nadawa-Caqiri-Nasole-Nepani.
- Nadera.
- Newtown-Naveiwakau-Valelevu-Kalabu.

## Podnebí
Nasinu leží ve vlhké části ostrova Viti Levu.

## Obyvatelstvo
| Nasinu                                 | - | - | 87,446 | - |
| Oficiální data ze sčítání obyvatelstva |   |   |        |   |

## Samospráva
Nasinu spravuje 21členná městská rada, což je nejvyšší orgán pro obyvatele obce na Fidži. Radní mají tříleté funkční období, volí starostu na dobu jednoho roku s možností opakované volby.
Při posledních obecních volbách, které se konaly dne 22. října 2005, vyhrála Fidžijská labouristická strana (FLP), která získala 14 křesel, kdežto dříve vládnoucí Soqosoqo Duavata ni Lewenivanua (SDL) získala jen 7 křesel. Radní SDL bojkotovali první zasedání nové městské rady, která zvolila nového starostu Rajeshwar Kumar, a pohrozila, že napadne výsledky voleb u soudu.[zdroj?]
V současnosti (2011) město nemá starostu, zastupuje ho jmenovaný zvláštní správce Mr. Mosese Kama. 

## Hospodářství
- Kanalizační čistírna Kinoa - největší městská čistírna odpadních vod na Fidži
- Elektrárna FEA v Kinoa [3]

## Instituce
- Fidžijská národní univerzita (FNU) - dříve Fidžijský technologický institut [4]
- Sídlo Úřadu pro pozemní dopravu na Fidži (Land Transport Authority of Fiji) [5]
- Sídlo Úřadu pro bydlení (Housing Authority) [6]
- Základna Vojenské výcvikové skupiny Ozbrojených sil republiky Fidži (Force Training Group RFMF) [7]
- Věznice v Nasinu (Nasinu Prison) - fidžijské nápravné zařízení pro mladistvé [8]
- Sídlo Vodoprávního úřadu Fidži (Water Authority of Fiji) [9]